# Symplocos neillii
Symplocos neillii är en tvåhjärtbladig växtart som beskrevs av B. Ståhl. Symplocos neillii ingår i släktet Symplocos och familjen Symplocaceae. Inga underarter finns listade i Catalogue of Life.